# 张成礼
张成礼（1937年—），中华人民共和国政治人物。
1993年9月，担任中华人民共和国驻斯里兰卡大使，后兼任中华人民共和国驻马尔代夫大使。1995年，担任中华人民共和国驻巴基斯坦大使。